# Christuskirche (Wels)

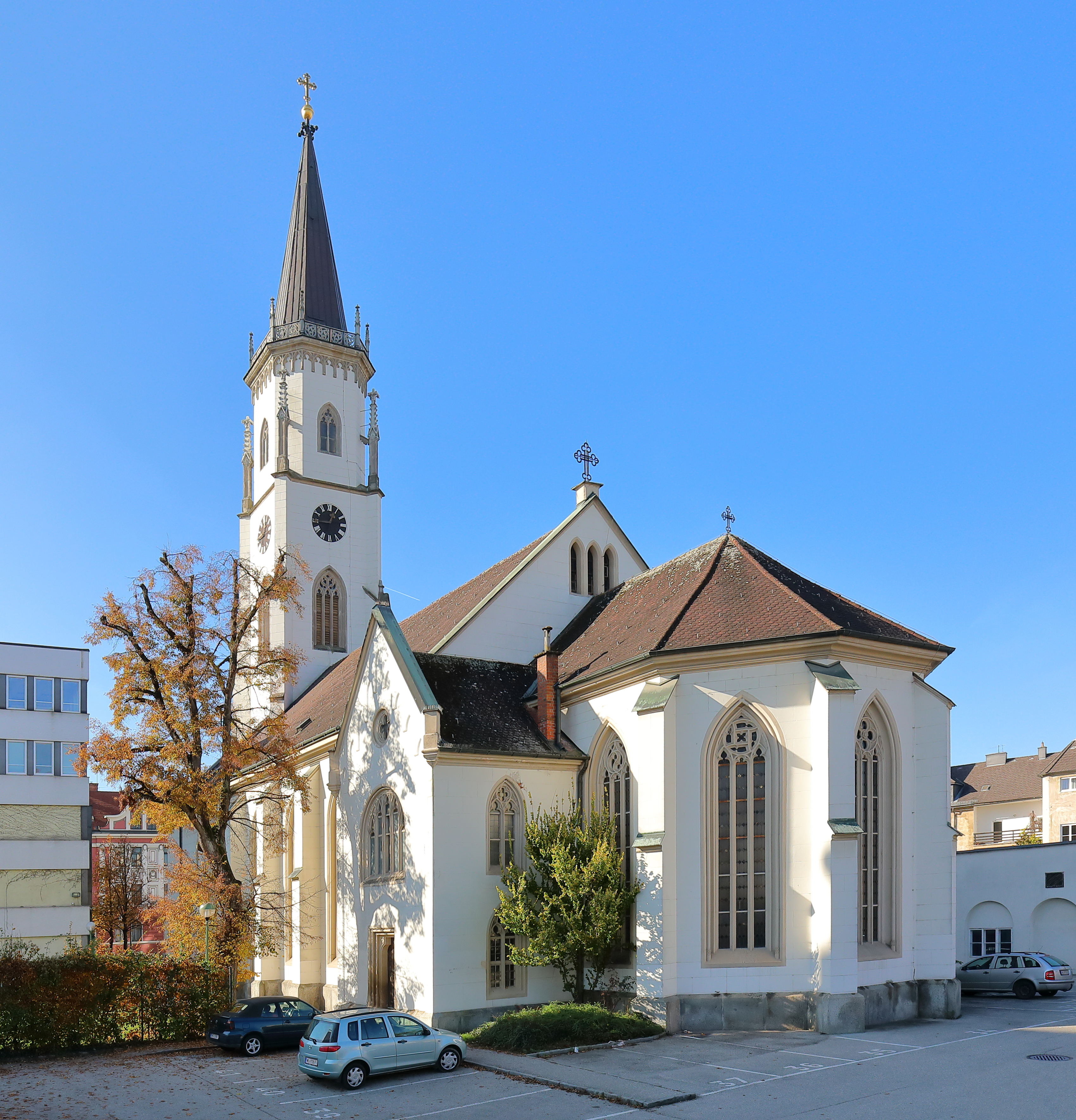
Evangelische Pfarrkirche Wels

Die Christuskirche ist die evangelische Pfarrkirche der Stadtgemeinde Wels in Oberösterreich. Die Pfarrgemeinde ist Teil der Evangelischen Kirche A.B. in Österreich und gehört zur Evangelischen Superintendentur Oberösterreich. Unter dem Titel Evangelische Pfarrkirche A.B. Christuskirche  steht sie unter Denkmalschutz (Listeneintrag).

## Geschichte der evangelischen Gemeinde

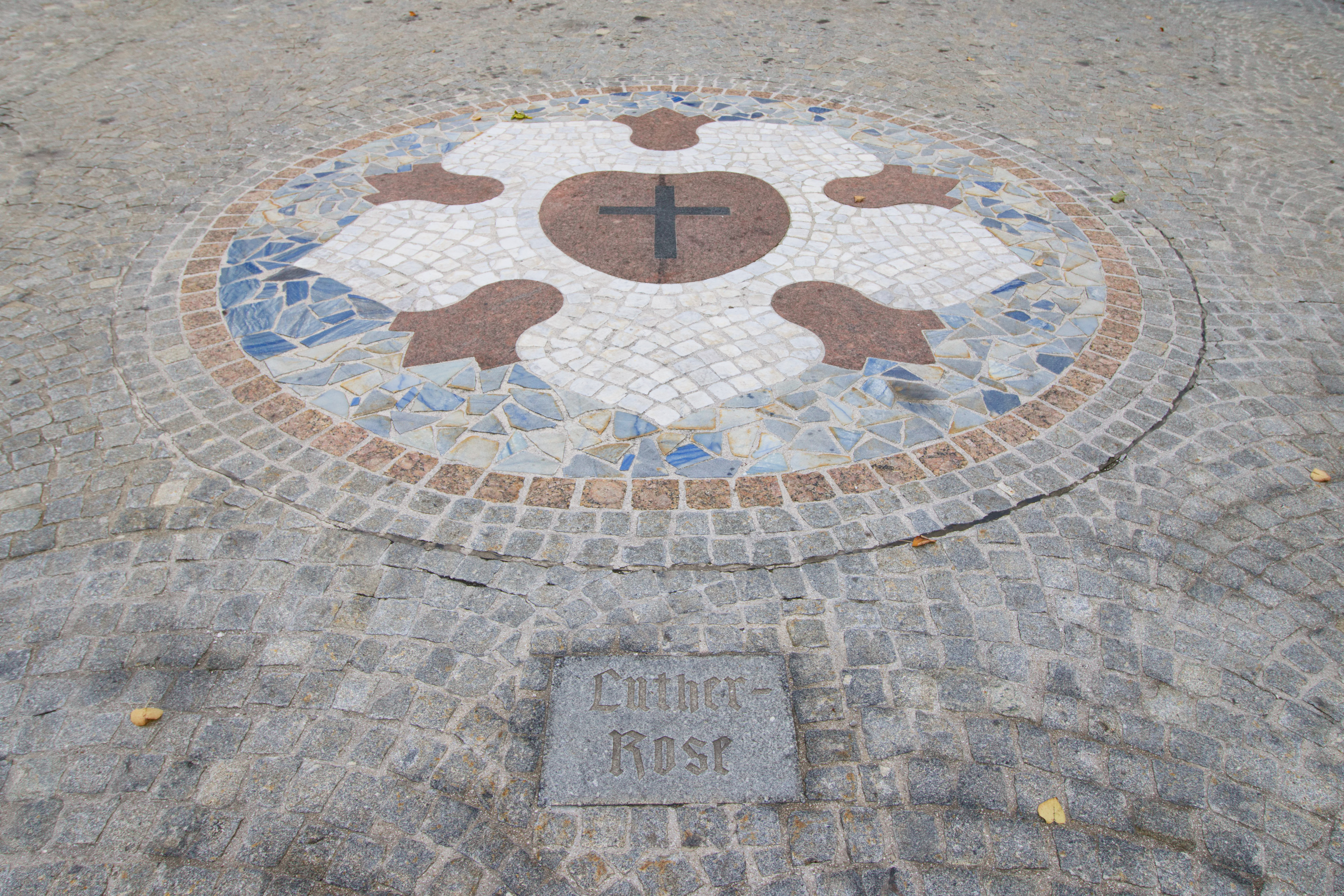
Die Lutherrose auf dem Platz vor der Kirche

Bereits 1527 ist aktenkundig, dass der (katholische) Stadtpfarrer und die beiden Kapläne Anhänger der lutherischen Lehre waren. Das Adelsgeschlecht der Pollheimer unterstützte die Bewegung und bestellte auf ihrem Schloss Polheim Prädikanten. Am 4. Oktober 1624 musste im Zuge der Gegenreformation der letzte evangelische Seelsorger ins Exil gehen, die protestantischen Pfarrgemeinden wurden aufgelöst. 1626 war der auch religiös motivierte Oberösterreichische Bauernkrieg eine besondere Heimsuchung für Wels. In den Jahren 1752 bis 1757 kam es zur zwangsweisen Verschickung von 124 Personen aus Wels und Umgebung nach Siebenbürgen, da sie dem so genannten Geheimprotestantismus anhingen.
Das durch Kaiser Joseph II. erlassene Toleranzpatent von 1781 erlaubte die Wiedererrichtung evangelischer Pfarrgemeinden in den habsburgischen Landen. Im heutigen Österreich wurden bis 1795 insgesamt 48 Toleranzgemeinden geschaffen. Ab Dezember 1781 meldeten sich hunderte Welser als „Evangelische“, dadurch konnte sich bereits 1782 die Toleranzgemeinde Wels als eine der ersten österreichischen Kirchengemeinden konstituieren. Als erstes Bethaus diente ab den 1780er Jahren die alte St.-Georg-Kirche in der Welser Vorstadt, der erste evangelische Pfarrer war Johann Michael Felbinger.
Als nach der Revolution von 1848/1849 Kaiser Franz Joseph I. den Protestanten im Habsburgerreich die Errichtung von selbständigen, auch städtebaulich als solche erkennbare Kirchenbauten gestattete, erhielt Wels ab 1849 als erste evangelische Kirche einen durch einen Turmbau ausgezeichneten Kirchenbau.  1938 wurden die evangelischen Volks- und Hauptschulen vom Staat übernommen. Nach dem Zweiten Weltkrieg war eine große Zahl an lutherischen Kriegsflüchtlingen in die Pfarrgemeinde zu integrieren. Die Bombenschäden an der Pfarrkirche waren zu beseitigen. 1961 wurde die bisherige Predigtstation Marchtrenk als selbständige Pfarre Marchtrenk aus dem Sprengel Wels ausgegliedert. Der Neubau des Welser Pfarrhauses erfolgte unter dem Namen „Cordatus-Haus“ im Jahr 1967. Die Predigtstation Stadl-Paura wurde 1971 zur Pfarrgemeinde St. Trinitatis erhoben.

## Architektur
Die im Bereich von Bahnhofstraße und Martin-Luther-Platz gelegenen Christuskirche wurde in den Jahren 1849–1852 nach den Plänen des Nürnberger Architekten Carl Alexander Heideloff in den Formen der Neugotik bzw. des altdeutschen Stils erbaut, wobei der Hannoveraner Architekt Michael Geiger die Bauleitung übernahm. Die Einweihung der Kirche erfolgte am Peter-und-Pauls-Tag des Jahres 1852. Nach Heideloffs Plänen entstand eine transparente, über schlanken achteckigen Stützen, zwischen die sich Emporen spannen, kreuzrippengewölbte Stufenhalle. Das in einer polygonalen Apsis endende Altarhaus ist seitlich von zweigeschoßigen Anräumen begleitet, die nach außen hin querhausartig in Erscheinung treten. Der von einem Spitzhelm bekrönte Kirchturm geht in seinem obersten Geschoß in ein von Fialen begleitetes Oktogon über.

## Ausstattung

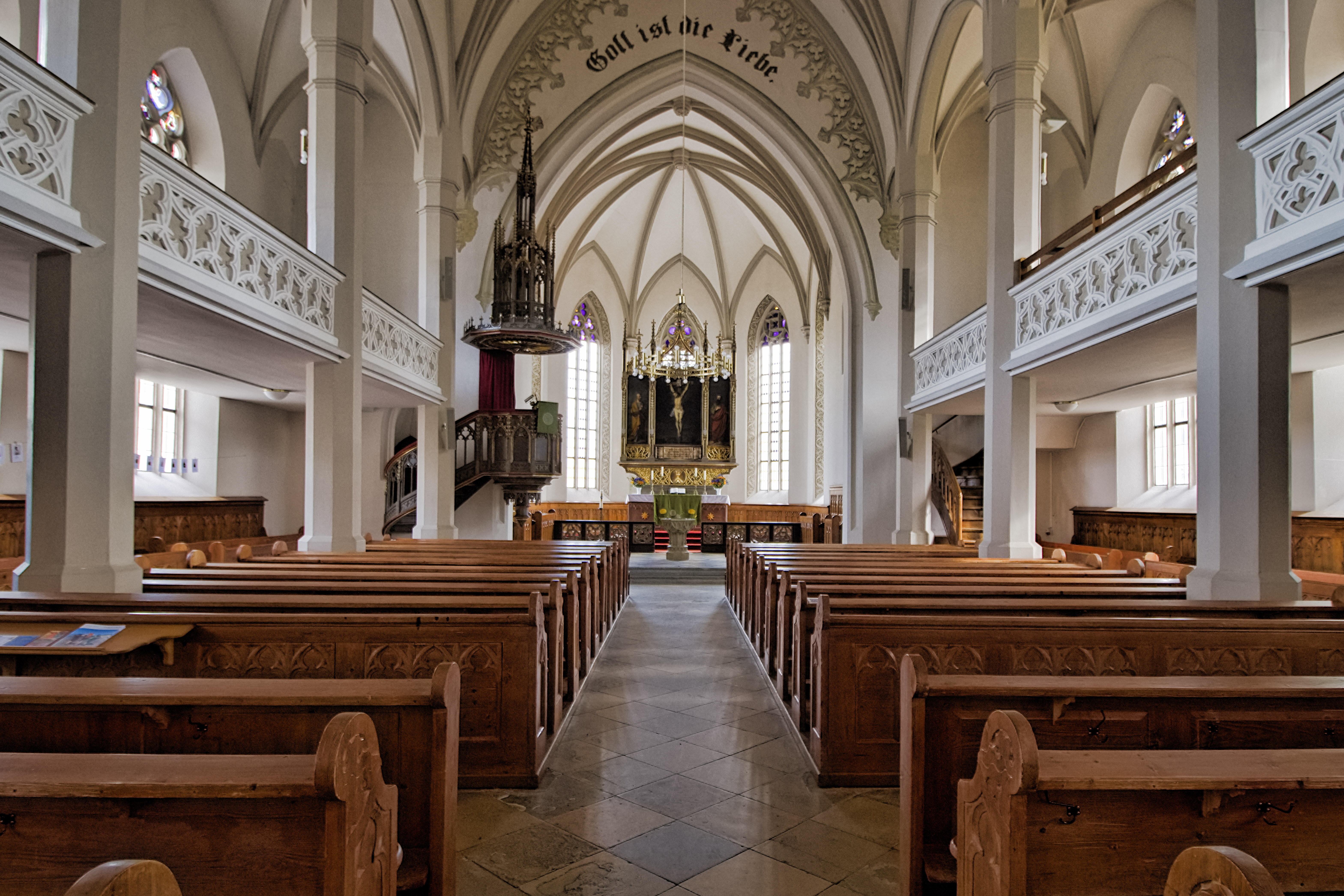
Blick zum Altar

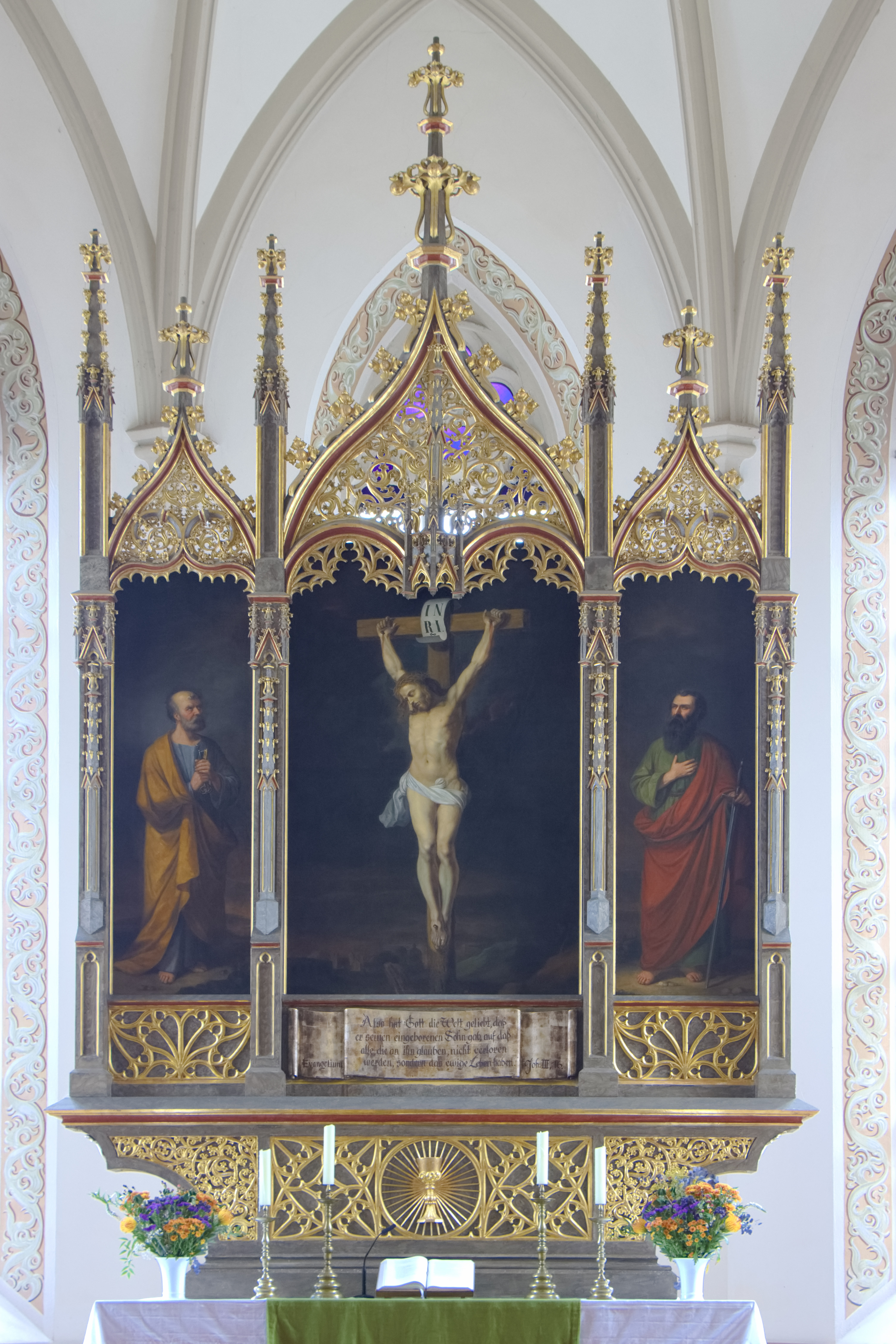
Altar

Die Christuskirche hat ihre von den Nürnberger Künstlern Ziegler (Tischler und Schnitzer) und Hütter (Vergolder) geschaffene künstlerische Ausstattung aus der Erbauungszeit bewahrt. Hauptgegenstand ist der dreiteilige Retabelaltar, deren Kreuzigungsdarstellung im Zentrum und den Aposteln Petrus und Paulus auf den Seitentafeln der Münchener Kustos Carl Mattenheimer schuf.

### Orgel

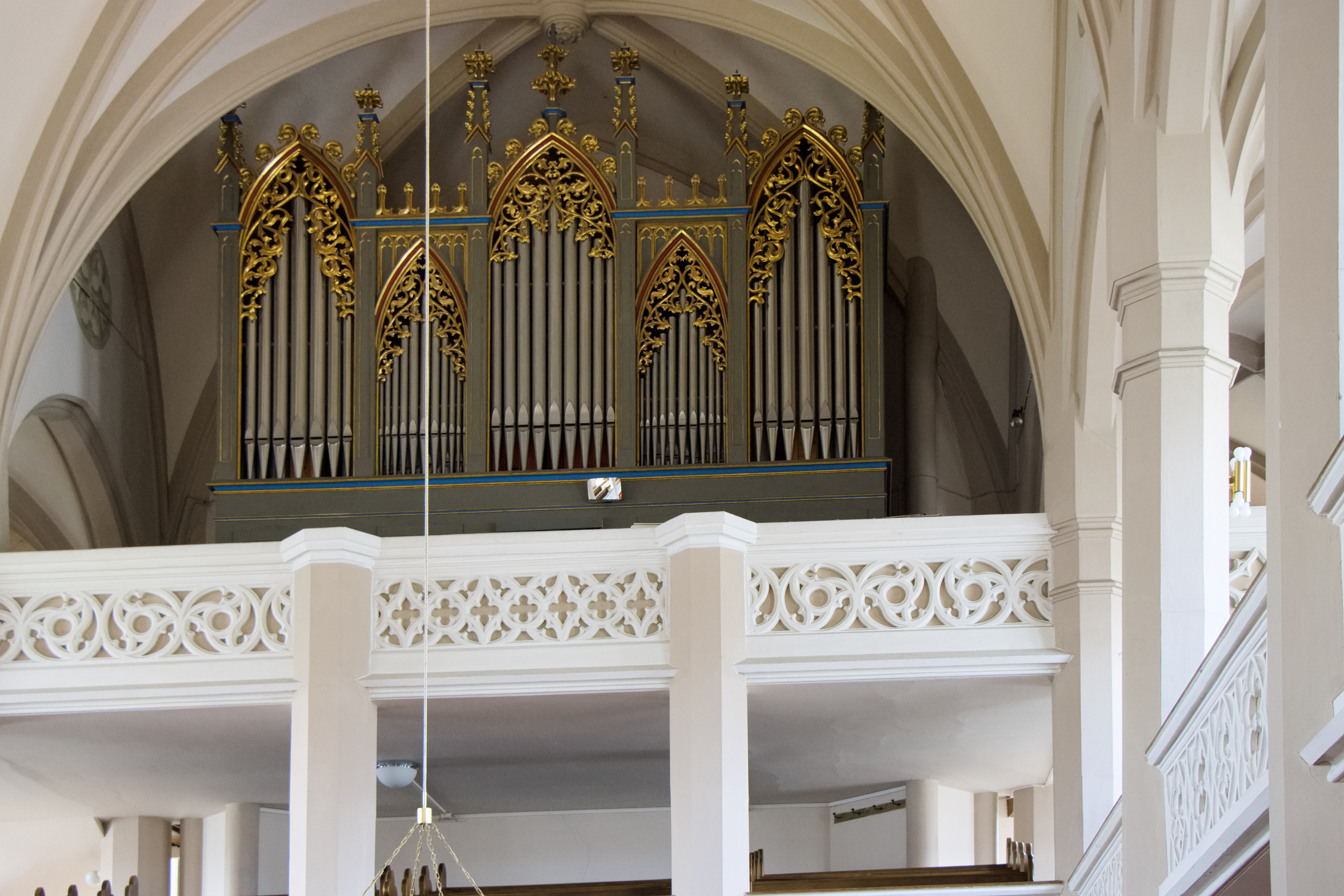
Orgelempore

Bei ihrer Fertigstellung 1852 erhielt die Christuskirche eine Orgel des Nürnberger Orgelbauers Joseph Bittner. 1930 erfolgte ein Neubau des Werks im bestehenden Prospekt unter teilweiser Verwendung von Pfeifen und Windladen durch Wilhelm Zika sen. nach einem Entwurf von Johann Nepomuk David, der von 1930 bis 1934 als Organist an der Christuskirche wirkte. 1960 erfolgte eine erste Erweiterung und 1985 eine technische Sanierung unter Erneuerung der Mechanik sowie Ergänzung schadhafter und verlorener Register durch Orgelbau Kögler. Dabei wurde das historische Gehäuse um zwei Seitenabschnitte erweitert. Die Orgel besitzt seither folgende Disposition:
| I Hauptwerk C–g3 |               |        |     |
| 1.               | Quintadena    | 16′    |     |
| 2.               | Principal     | 08′    |     |
| 3.               | Kupfergedeckt | 08′    |     |
| 4.               | Octav         | 04′    |     |
| 5.               | Blockflöte    | 04‘    |     |
| 6.               | Quinte        | 02 ⁄3′ | (K) |
| 7.               | Octave        | 02‘    | (K) |
| 8.               | Mixtur III–V  |        | (K) |
| 9.               | Trompete      | 08‘    | (K) |

| II Oberwerk C–f1 |                |        |     |
| 10.              | Rohrflöte      | 08′    |     |
| 11.              | Holzgedeckt    | 08′    | (K) |
| 12.              | Prinzipal      | 04′    |     |
| 13.              | Kleingedeckt   | 04′    |     |
| 14.              | Nasat          | 02 ⁄3′ |     |
| 15.              | Nachthorn      | 02′    |     |
| 16.              | Terz           | 02 ⁄3′ |     |
| 17.              | Sifflöte       | 01′    |     |
| 18.              | Scharff III    |        |     |
| 19.              | Rankett        | 16‘    | (K) |
| 20.              | Krummhorn      | 08′    | (K) |
| 21.              | Terzzimbel III |        | (K) |

| Pedal C–g3 |               |        |     |
| 22.        | Subbass       | 16′    |     |
| 23.        | Octavbass     | 08′    | (K) |
| 24.        | Baßflöte      | 08‘    | (K) |
| 25.        | Choralbaß     | 04′    |     |
| 26.        | Hintersatz IV | 02 ⁄3′ | (K) |
| 27.        | Gemshorn      | 02′    |     |
| 28.        | Dulcian       | 16‘    |     |

- Koppeln: II/I, I/P, II/P

- Anmerkungen

(K) = Ergänzung 1985 durch Orgelbau Kögler

### Glocken
Als Ersatz für die im Zweiten Weltkrieg abgelieferten Glocken erhielt die Kirche 1951 ein Geläut von vier Glocken in den Tönen: es‘, g‘, b‘, c‘‘ von der Glockengießerei Oberascher in Salzburg.